# Dukhan (ville)
Pour les articles homonymes, voir Dukhan.
Dukhan (en arabe : دخان) est une ville de la municipalité d’Al-Shahaniya, au Qatar.